# Битка на планини Кадмус
Битка на планини Кадмус вођена је 6. јануара 1148. године између војске Румског (Иконијског) султаната са једне и крсташке француске армије са друге стране. Битка је део Другог крсташког рата, а завршена је победом муслимана.

## Битка
Након победе код Ефеса, француска војска продире у муслиманску територију убијајући свакога на кога је наишла. Циљ је био доћи до луке Аталије одакле би се крсташи бродом пребацили до Антиохије. Претходница француске армије на челу са Џефријем Ранкуном се одмакла сувише далеко од главнине. Луј је био уверен да је претходница већ освојила област испред њих. Међутим, турска војска је имала предност када су крсташи пролазили кроз уски кланац планине Кадмус. Крсташка војска је приморана на борбу у уском простору и готово у потпуности исечена. Краљ Луј се једва спасао и искористио мрак да се придружи претходници. Његови војници су веровали да је мртав. Остатак француске војске једва се, 20. јануара, довукао до луке Аталије.